# Dobroslava
Dobroslava – wieś (obec) na Słowacji w kraju preszowskim, powiecie Svidník.
Dobroslava położona jest w historycznym kraju Szarysz, na szlaku handlowym z Węgier do Polski. Pierwsze wzmianki o wsi pochodzą z 1600.

## Zabytki
- Drewniana cerkiew greckokatolicka św. Paraskiewy, zbudowana w 1705, rozbudowana o dwie boczne kaplice w 1932[6].

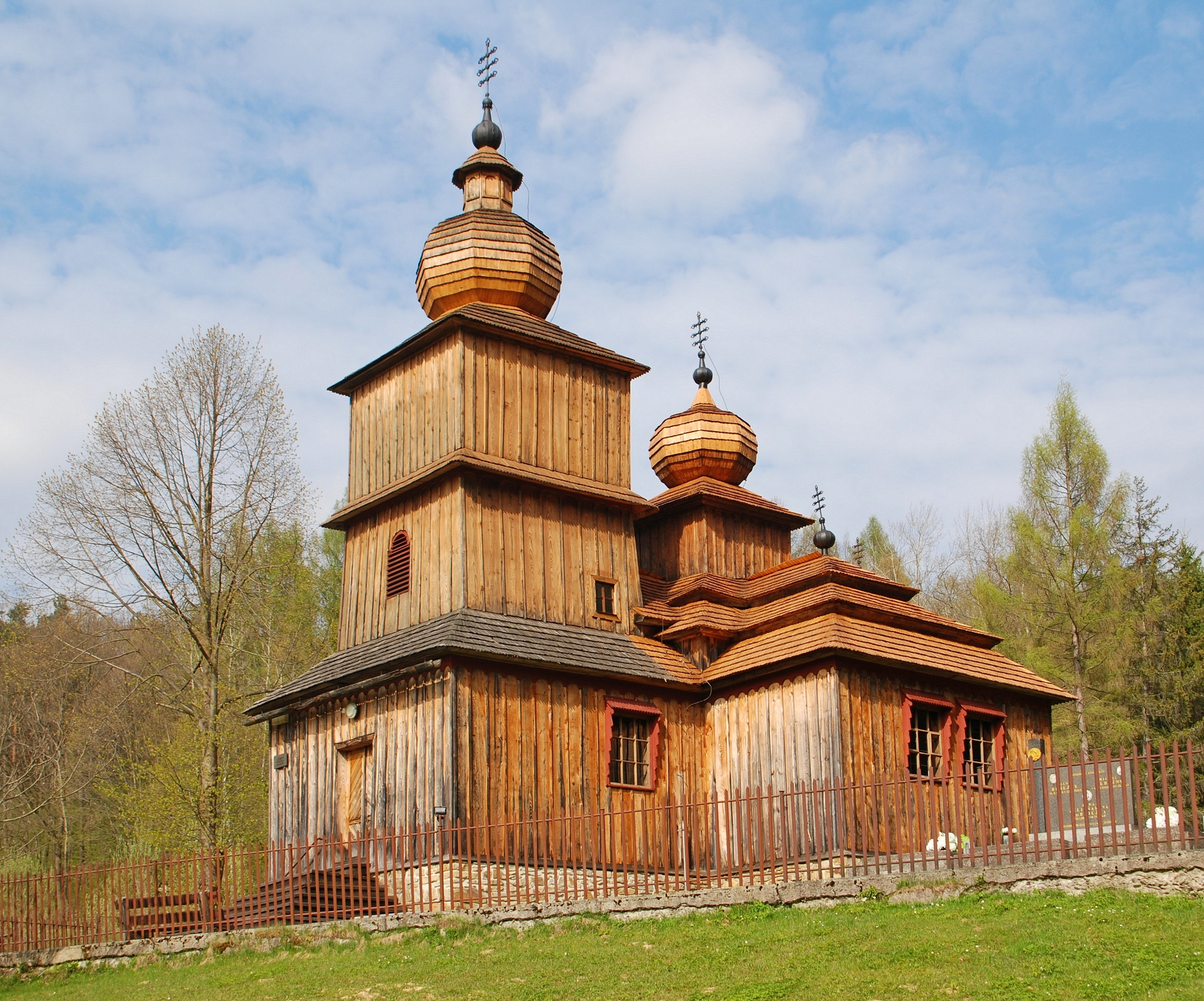
Cerkiew